# نوک‌خاری دم‌پهن
نوک‌خاری دم‌پهن (نام علمی: Acanthiza apicalis) نام یک گونه از سرده نوک‌خاری است. این پرنده بومی کشور استرالیا می‌باشد.